# Conducte de Volkmann
Els conductes de Volkmann són una sèrie de canals trobats en el sistema estructuralment complex del teixit ossi compacte. Reben el seu nom en honor del fisiòleg alemany Alfred Wilhelm Volkmann.
La matriu dura, que és una de les parts que componen el sistema de Havers, es caracteritza per la disposició dels osteòcits de forma concèntrica -entorn d'un exe- deixant en el seu centre uns buits verticals en els quals discorren vasos sanguinis i algunes terminacions nervioses: són els anomenats "conductes de Havers".
En aquest context es coneix com a "conducte de Volkmann" al conducte que recorre l'os de forma transversal, travessant unes làmines òssies i comunicant entre si els conductes de Havers abans referits, amb la cavitat medul·lar i la superfície externa de l'os.
Per ells també discorren vasos sanguinis i terminacions nervioses.